# Колективний (зупинний пункт)
Колекти́вний — пасажирська зупинна залізнична платформа Лиманської дирекції Донецької залізниці.
Розташована у м. Лиман, Краматорського району, Донецької області на лінії 390 км — Лиман між станціями Лиман (7 км) та Форпостна (4 км).
На платформі зупиняються приміські електропоїзди.